# Меч короля Артура (фильм, 1995)
«Меч короля Артура» или «Дети круглого стола» (англ. Kids Of The Round Table) — приключенческий фэнтезийный художественный фильм 1995 года совместного производства Канады и США, снятый режиссёром Робертом Тиннеллом. Главные роли в этом фильме исполнили Майкл Айронсайд, Малкольм Макдауэлл, Джонни Морина, Рене Симар и Рок Ляфортун.

## Сюжет
11-летний Алекс и его приятель — доморощенные герои, играющие на заднем дворе. Яростные битвы, рыцарские турниры, дамы, попавшие в беду — в картонном Камелоте с мотоциклом-конём, саблями, покрытыми алюминиевой фольгой, и пластмассовыми доспехами. Эти летние развлечения и фантазии вскоре стали реальностью из-за одного прикосновения к мечу.
Одним роковым днём Алекс увидел меч, торчащий из камня, — легендарный Экскалибур короля Артура. Меч удерживали неизъяснимые силы мощи и магии. Одним движением Алекс освободил меч, появился волшебник Мерлин, и Алекс открыл удивительную силу, о которой всегда мечтал. Но неправильно использовать Экскалибур означает его потерять. После исчезновения Мерлина Алекс должен показать себя достойным меча, чтобы вернуть магию. Мальчику лучше поспешить — друзья нуждаются в его силе больше, чем когда-либо.

## В ролях
- Джонни Морина — Алекс Коль
- Мэгги Джейн Кэстл — Дженни Фергюсон
- Кристофер Олскамп — Норман
- Малкольм Макдауэлл — Мерлин
- Джустин Борнтрэгер — Джеймс «Шрам» Скардейл
- Питер Эйкройд — мистер Коль, отец Алекса
- Майкл Айронсайд — взрослый Валет
- Рене Симар — Сту
- Рок Ляфортун — Джил
- Билли Койл — Ронни
- Джеффри Гр — Бук
- Мелани Гудро — официантка Синди
- Джеймс Рэй — шериф Фергюсон
- Барбара Джонс — миссис Фергюсон
- Майкл Ярмуш — ребёнок круглого стола
- Чарльз Эдвин Пауэлл — солдат
- Мелисса Альтро — Хитер
- Джеймсон Буланджер — Люк

## Другие названия
- Kids Of The Round Table
- Меч короля Артура, Дети круглого стола
- Alex und das Zauberschwert, Kids der Tafelrunde
- Barnen runt runda bordet
- Pyöreän pöydän lapset
- Los ghicos de la tabla redonda